# Couronne triomphale

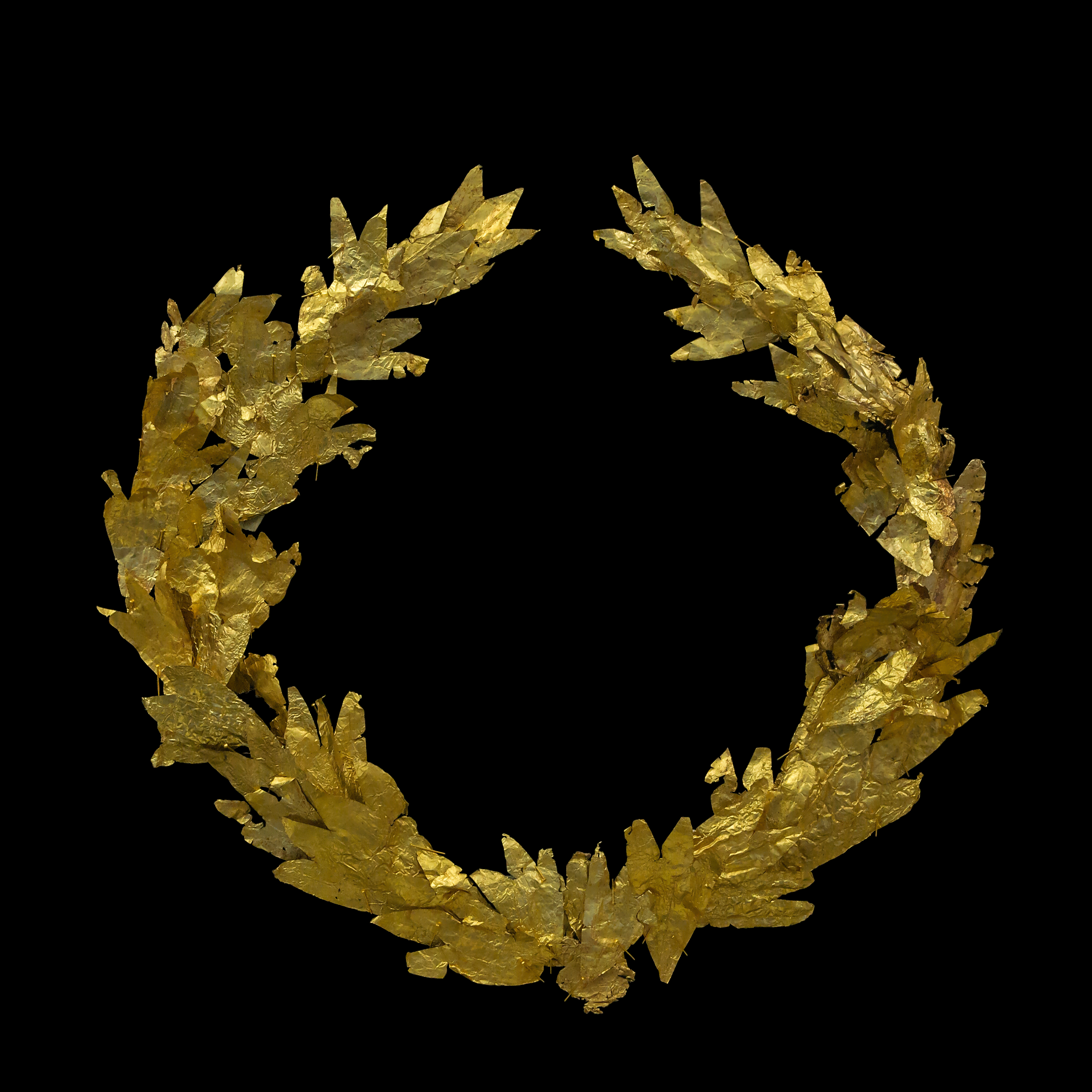
Une couronne de lauriers en feuilles d'or d'époque hellénistique.

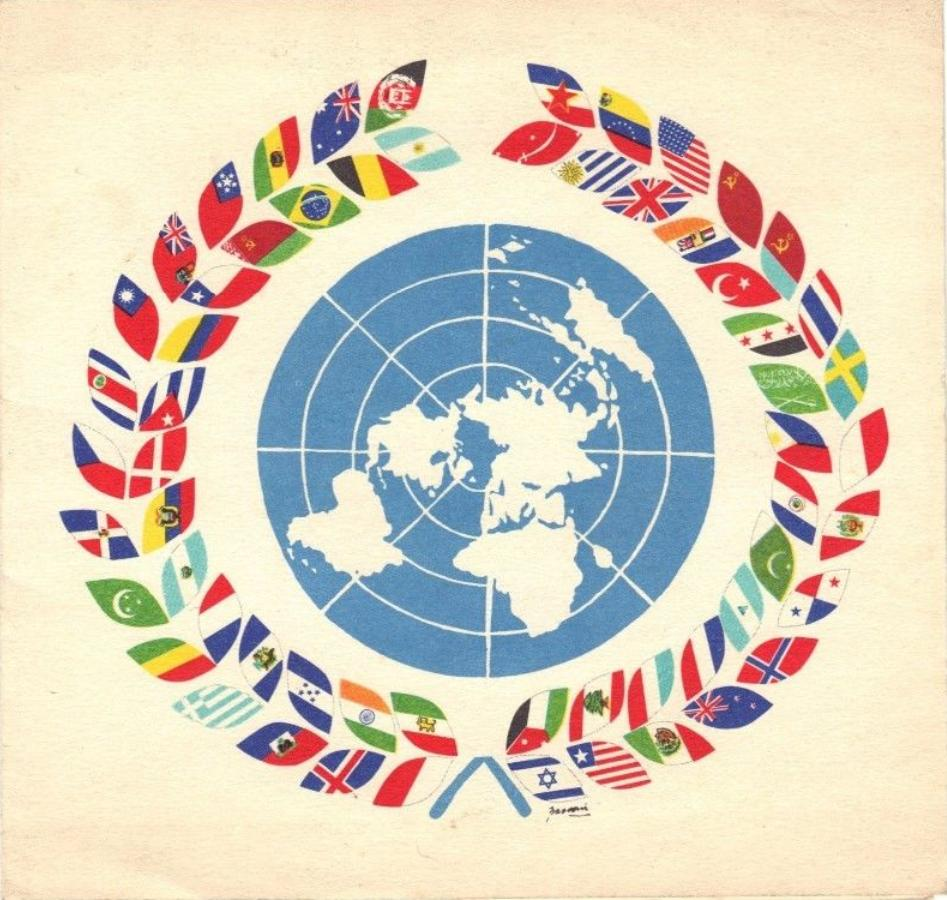
Emblème des Nations unies. c. 1955.

La couronne triomphale (en latin : corona triumphalis), également appelée couronne de laurier (latin : laurea insignis), est une distinction honorifique symbolisant la gloire de celui qui la reçoit.

## Grèce
Cet usage semble venir d'une tradition hellénistique remontant à l'époque des conquêtes d'Alexandre le Grand.
Le laurier est le symbole d'Apollon. Selon Ovide, Daphné nymphe de la mythologie grecque, qui fut le premier amour d'Apollon, le fuyait et allait, après une longue poursuite, être rattrapée, quand, au dernier moment, son père, le dieu fleuve Pénée, la métamorphosa en laurier. Dès lors, Apollon en fit son arbre et le consacra aux triomphes, aux chants et aux poèmes.
La pythie de Delphes mâchait des feuilles de laurier préalablement à ses divinations.
Chez les Grecs anciens, l'usage était établi de couronner de laurier les poètes et les vainqueurs.

## Rome antique

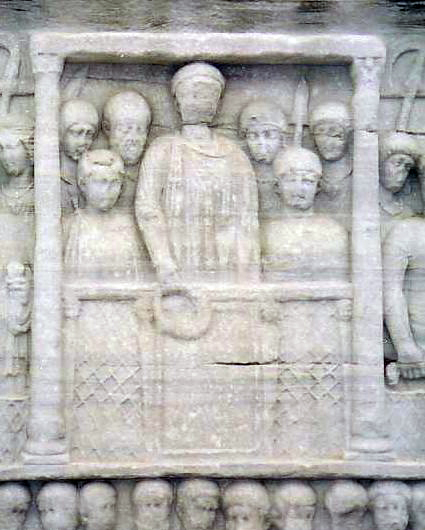
L'empereur Théodose Ier offre une couronne de lauriers au vainqueur d'un jeu de cirque (obélisque de Théodose dans l'hippodrome de Constantinople).

La couronne de laurier est utilisée sous la République et l'Empire romain comme distinction honorifique décernée à un triomphateur. Composée de deux rameaux de laurier, elle est placée sur sa tête, en symbole de gloire, au moment de son acclamation par ses soldats comme imperator. Ce dernier recevait aussi une couronne d'or, reproduisant la forme de la couronne de laurier, qu'il arborait durant le défilé de l'armée triomphale : la célébration du triomphe se déroulait le long de la  Via Sacra jusqu'au temple de Jupiter capitolin où la couronne était dédiée à ce dieu. Durant le défilé, la couronne d'or était soutenue au-dessus de la tête du général par un esclave qui avait aussi la tâche de répéter la phrase rituelle memento mori pour rappeler au triomphateur que la gloire est seulement un moment fugitif. Aux deux premières s'ajoutait souvent une troisième couronne, également en or, envoyée par les provinces lors de la reconnaissance du triomphe par un décret du Sénat. Dans les premiers temps cette couronne était généreusement offerte par les provinces mais dans les périodes suivantes cet hommage, l'Aurum coronarium, devait être explicitement requis et ne revenait plus de droit qu'aux vainqueurs dont le triomphe était reconnu par décret.
Utilisée également comme récompense dans les compétitions sportives sous l'Empire, la couronne de laurier devient un attribut de l'empereur, marquant son pouvoir suprême sur les armées. Elle est aussi un attribut typique de l'allégorie de la Victoire, souvent représentée offrant un rameau de laurier.

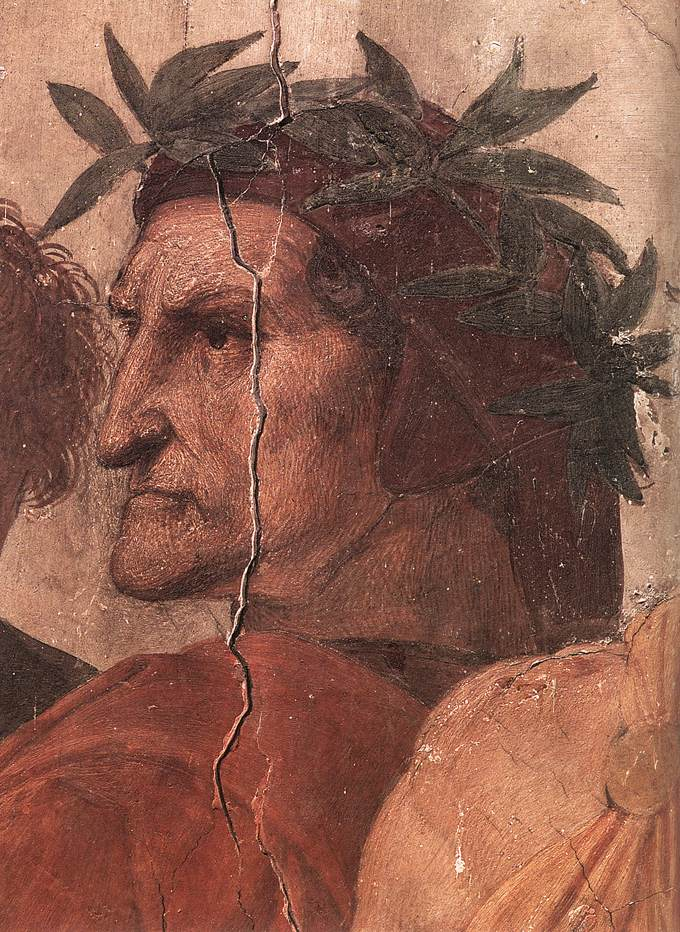
Portrait de Dante, détail de La Dispute par Raphaël.

## Moyen Âge
Au Moyen Âge, la couronne de laurier est utilisée pour symboliser la gloire de la poésie et récompenser les grands poètes : on parle alors de « laurier poétique », et les plus illustres, comme Dante, Pétrarque ou Boccace, sont traditionnellement représentés la tête ceinte de laurier. La tradition du « poète lauréat » se perpétuera jusqu'au XXIe siècle dans plusieurs pays, dont le Royaume-Uni.

## Époque moderne
En France, la couronne de laurier exalte un souverain triomphant et célèbre la puissance de la monarchie. Un exemple en est la statue équestre de Louis XIV sculptée par Jean Vallastre en 1823 sur la façade principale de la cathédrale Notre-Dame de Strasbourg. Napoléon porte lui aussi cette couronne lors de son sacre, le 2 décembre 1804, dans le tableau de David.

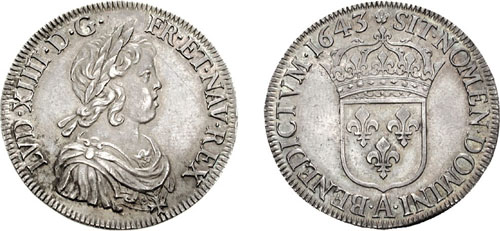
Le jeune roi Louis XIV lauré, écu frappé en 1643
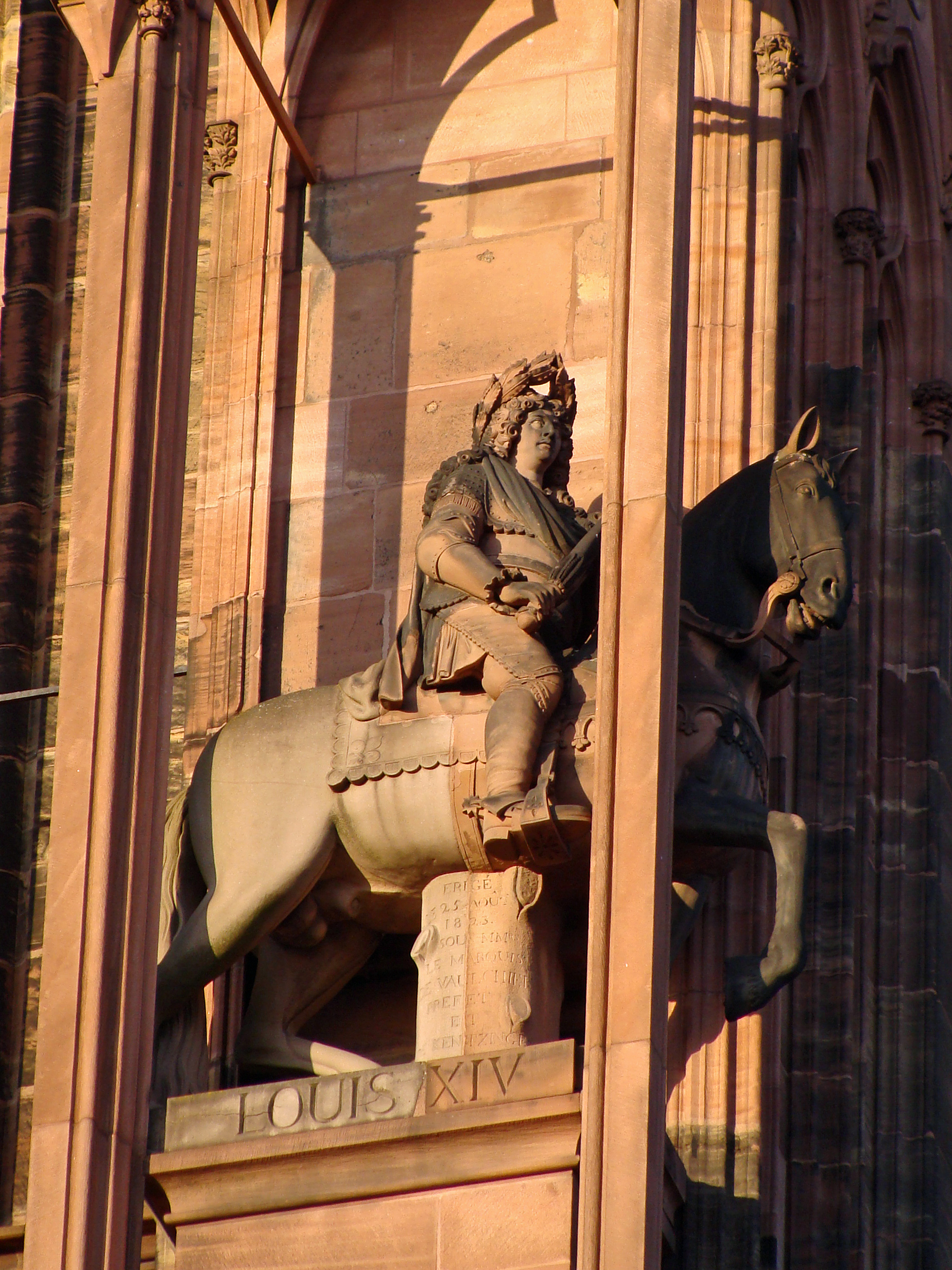
Louis XIV portant la couronne triomphale, cathédrale de Strasbourg
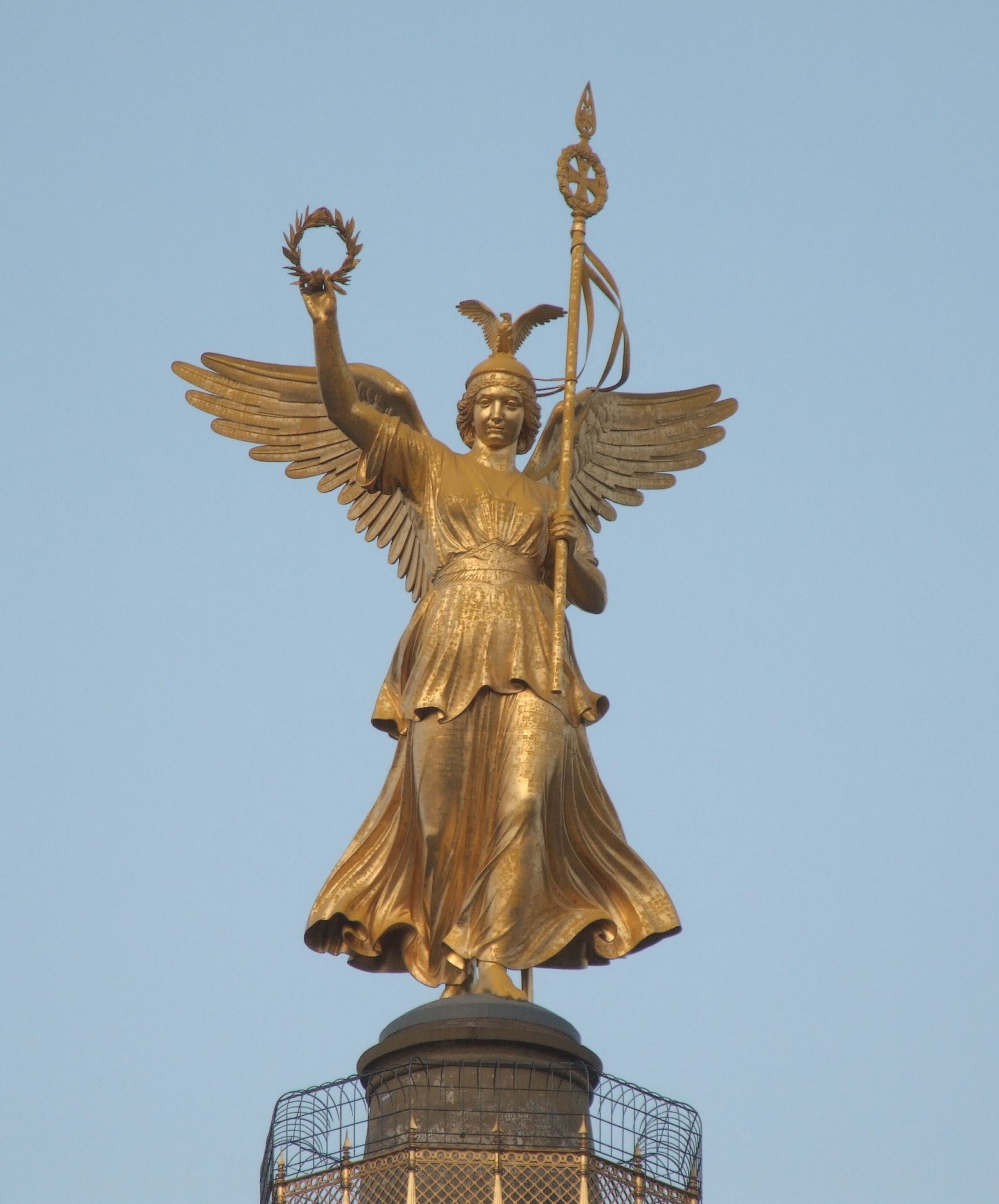
La statue de la Victoire de la Siegessäule à Berlin

## Héraldique
La couronne triomphale est courante dans l'héraldique notamment dans l'héraldique civile italienne, où elle apparaît sous la forme d'une demi-couronne ou d'un rameau de laurier dans les blasons des provinces et surtout dans l'emblème de la République italienne. Elle est, dans les deux cas, accompagnée du rameau de chêne de la couronne civique.

## Source
- (it) Cet article est partiellement ou en totalité issu de l’article de Wikipédia en italien intitulé « Corona trionfale » (voir la liste des auteurs).

#### Sources primaires
- Aulu-Gelle, Nuits attiques
- Cicéron, Pro Cn. Plancio
- Pline l'Ancien, Histoire naturelle
- Polybe, Histoires
- Tacite, Annales
- Sénèque, De clementia

#### Sources secondaires
- William Smith, « Corona », dans A dictionary of Greek and Roman antiquities, John Murray, 1875.